# Durlangen
Durlangen település Németországban, azon belül Baden-Württembergben.  Durlangen Täferrot és Ruppertshofen községekkel határos.

## Népesség
A település népessége az elmúlt években az alábbi módon változott:
| Lakosok száma | 1324 | 1985 | 2436 | 2636 | 2563 | 2871 | 2970 | 2934 | 2917 | 2806 |
|               | 1961 | 1968 | 1974 | 1981 | 1988 | 1994 | 2001 | 2008 | 2014 | 2023 |

## Fekvése
Göggingentől nyugatra fekvő település.